# Boston Celtics
Die Boston Celtics [sɛltɪks] sind eine in Boston ansässige Basketball-Mannschaft der nordamerikanischen Profiliga National Basketball Association (NBA). Mit insgesamt 18 gewonnenen Titeln sind sie das erfolgreichste Franchise der NBA.

## Geschichte

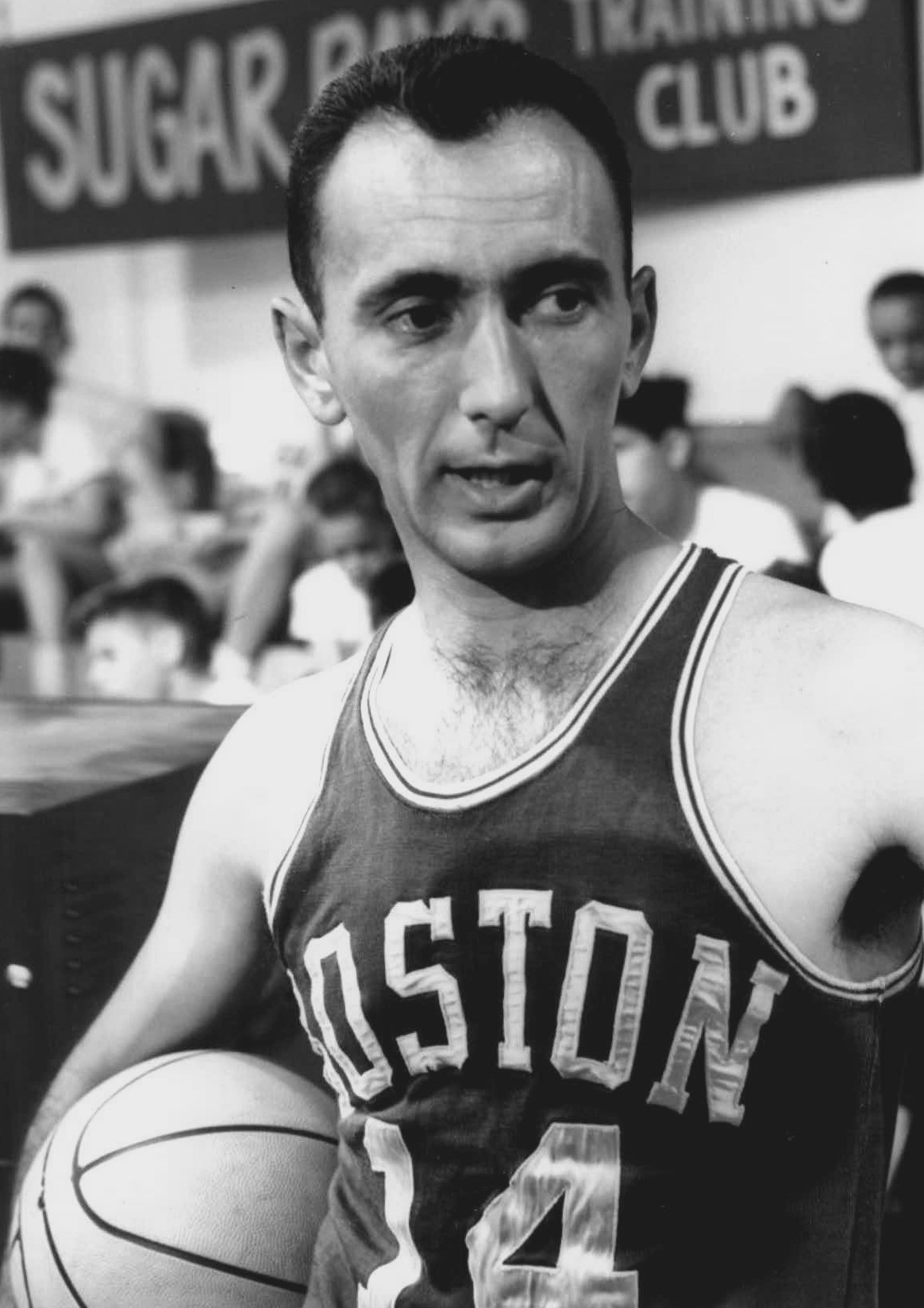
Point Guard Bob Cousy spielte von 1950 bis 1963 für Boston

### Gründung der Celtics und Jahre mit Cousy (1946–1956)
Gegründet wurden die Boston Celtics 1946 von Walter A. Brown, dem damaligen Betreiber des Stadions Boston Garden, welches bis zur Einweihung des FleetCenters (heute TD Garden) im Jahr 1995 als Spielstätte diente. Die Celtics sind eines der drei heute noch existierenden Gründungsmitglieder der NBA und außerdem neben den New York Knicks das älteste Team, welches heute noch in seiner ursprünglichen Heimatstadt ansässig ist. Der Name Celtics entstand in Anlehnung an ein New Yorker Profibasketballteam der 1920er Jahre, die Original Celtics, und konnte sich schließlich gegen Vorschläge wie Whirlwinds, Unicorns und Olympics durchsetzen und so zahlte Brown tausende Dollars an Jim Furay, den Manager der New York Celtics für den Namen.
Die ersten Jahre waren stark geprägt von Trainer Red Auerbach, der die Celtics 1950 übernahm. Er baute langsam ein Team auf, das 1955 mit Bob Cousy einen der besten Point Guards der Liga im Kader hatte. Jedoch waren die Celtics nicht sonderlich erfolgreich und scheiterten in den Playoffs regelmäßig an den New York Knicks oder den Syracuse Nationals.

### Jahre der Dynastie unter Bill Russell (1956–1969)

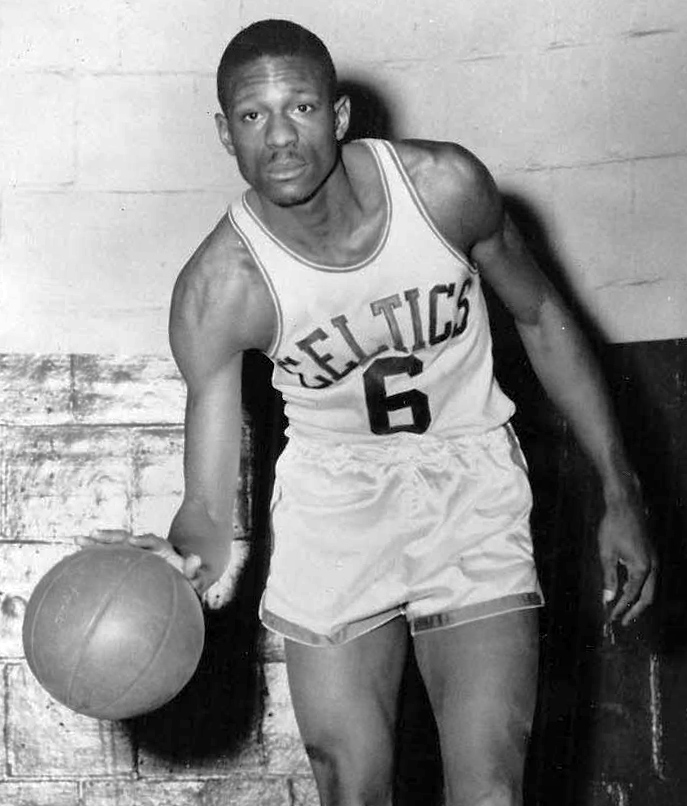
Center Bill Russell war von 1956 bis 1969 für die Celtics aktiv

Der Umschwung kam 1956, als man Bill Russell, K. C. Jones und Tommy Heinsohn im Draft verpflichtete. Mit Russell, Heinsohn und Cousy im Kern, gewann man 1957 die erste Meisterschaft. Alleine in dieser Zeit wurden 11 Titel errungen, davon acht in Folge. Verbunden wird diese Zeit heute hauptsächlich mit Trainer Auerbach, dessen Bruder Zang nach dem ursprünglichen Kleeblatt-Logo das bis 1968 verwendete zweite Logo mit dem ersten Lucky the Leprechaun (schon mit Shillelagh, doch noch ohne Basketball) entwarf. 1962 stieß mit John Havlicek ein weiterer wichtiger Spieler zu den Celtics. Cousy dagegen verließ 1963 die Celtics, um als Trainer an das Boston College zu wechseln. 1966 trat Auerbach als Trainer zurück und übernahm den Posten des General Managers, den er bis in die 1980er bekleidete. Russell wurde neuer Trainer der Mannschaft und bekleidete diese Position bis zu seinem Karriereende 1969 als Spielertrainer. Heinsohn, der bereits 1965 zurücktrat, übernahm ab 1969 den Posten als Trainer der Celtics.

### Dave Cowens-Ära (1970–1979)
In den 1970ern wurde Dave Cowens im Draft ausgewählt und das neue Gesicht der Franchise und 1973 zum MVP ausgezeichnet. Havlicek verblieb ebenfalls ein wichtiger Spieler. Zusammen holten sie unter Trainer Heinsohn 1974 und 1976 die Meisterschaft nach Beantown. 1977 gingen die Celtics in den Neuaufbau und holten Cedric Maxwell an 12. Stelle im Draft 1977. 1978 schloss man die Saison mit nur 32 Siegen und 50 Niederlagen ab. Havlicek verkündete nach 16 Jahren bei den Celtics seinen Rücktritt. Mit Nate Archibald wurde einer der Stars der Liga verpflichtet, der fortan das Team als Point Guard führte. Die Celtics erhielten beim NBA-Draft 1978 die sechste Auswahlposition. Mit dieser wählte man Larry Bird aus.
Bird kam erst zur Saison 1979–80 zu den Celtics und verwandelte mit Maxwell das Team in einen Meisterschaftsfavoriten, nachdem man sich von 32 auf 61 Siege verbesserte. Die Celtics unterlagen jedoch in den Playoffs den Philadelphia 76ers im Conference-Finale. Im NBA-Draft 1980 gelang Manager Auerbach ein Coup. Durch einen geschickten Trade mit den Golden State Warriors, akquirierte Auerbach die Draftrechte an Kevin McHale und Robert Parish von den Warriors. Gemeinsam mit Larry Bird, bildeten McHale und Parish, die „Big Three“ der Celtics. Cowens verließ dagegen die Celtics.

### Eine neue Dynastie unter Larry Bird (1979–1992)

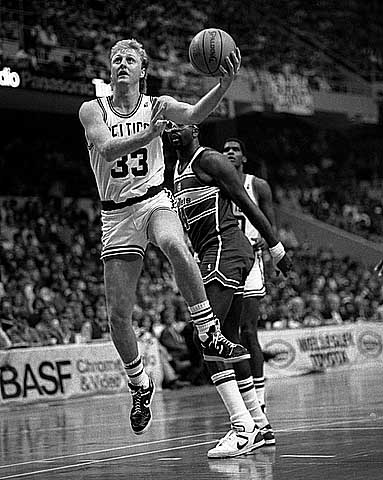
Larry Bird (1979–1992)

Mit einem neuen und jungen Kern aus Bird, McHale, Parish und Maxwell erreichten die Celtics 1981 das NBA-Finale und gewannen gegen die Houston Rockets. Nachdem Trainer Bill Fitch in den darauffolgenden beiden Jahren die Erwartungen nicht erfüllen konnte, wurde er von den Celtics entlassen und durch K. C. Jones ersetzt. Mit Jones holte man 1984 und 1986 zwei weitere Meisterschaften. Zu jener Zeit standen die Celtics in einer engen Rivalität zu den Los Angeles Lakers, die die NBA elektrisierte. Besonders das Duell der beiden Stars Bird und Magic Johnson, war ein Bestandteil dieser Rivalität. Beide Teams trafen in den 1980er Jahren dreimal im Finale aufeinander, wobei die Celtics nur die Finalserie 1984 für sich entscheiden konnten. Die Lakers gewannen in dieser Dekade fünf Meisterschaften und gewannen auch die Finalduelle 1985 und 1987 gegen Boston. Auerbach gab 1984 seinen Managerposten an Jan Volk ab.
Im NBA-Draft 1986 wählten die Celtics den hochtalentierten Len Bias an zweiter Stelle aus. Tragischerweise verstarb Bias zwei Tage nach dem Draft an einer Überdosis Kokain. Trotz dieses Schicksalsschlags erreichten die Celtics auch 1987 noch einmal das Finale, wo man den Lakers unterlag. Nachdem Trainer Jones 1988 zurückgetreten war, übernahm Jimmy Rodgers die Celtics. Die Celtics und vor allem Larry Bird kämpften jedoch immer mehr mit Verletzungen und man erreichte 1989 mit nur enttäuschenden 42 Siegen die NBA-Playoffs, wo man dem späteren Meister, den Detroit Pistons, 0:3 unterlag. Nach einem weiteren Erstrundenraus 1991 gegen die New York Knicks wurde Rodgers entlassen. Chris Ford übernahm daraufhin die Celtics und konnte diese 1991 und 1992 in das Conference Halbfinale führen. Bird verkündete nach den olympischen Spielen 1992, aufgrund von wiederkehrenden Rückenproblemen, seinen Rücktritt.

### Jahre des Neuaufbaus (1993–1998)
Parish und McHale wechselten oder beendeten ihre Karriere in den darauffolgenden Jahren. Seit jener Zeit war es eher ruhig um die Boston Celtics geworden, da nennenswerte sportliche Erfolge seither ausgeblieben waren. Dies wird mit dem Herztod von Reggie Lewis in Verbindung gebracht. Der Nachfolger Larry Birds als Mannschaftskapitän und Franchise-Player brach 1993 während des Erstrunden-Playoff-Spiels gegen die Charlotte Hornets zusammen und starb einige Wochen später nach einem erneuten Kollaps. Die Playoffs wurden 1995 mit nur 35 Siegen erreicht. Danach verschwanden die Celtics in die sportliche Bedeutungslosigkeit.
In den späten 1990er Jahren gehörten die Celtics zu den schlechtesten Teams in der NBA. Daraufhin übernahm der erfolgreiche Collegetrainer Rick Pitino die Celtics. In der Saison 1996–97 stellte man dennoch mit 15 Siegen einen Teamnegativrekord auf. Doch trotz hoher Draftplatzierungen, mit denen man sich Antoine Walker, Chauncey Billups oder Ron Mercer draften konnte, schaffte man es nicht ein funktionierendes Team aufzustellen. Stattdessen herrschte eine hohe Fluktuation von Spielern. So wurde beispielsweise Billups bereits in seinem ersten Jahr zu den Toronto Raptors abgegeben. Die Auswahl von Paul Pierce im Draft 1998 stellte den Beginn eines Umschwungs ein.

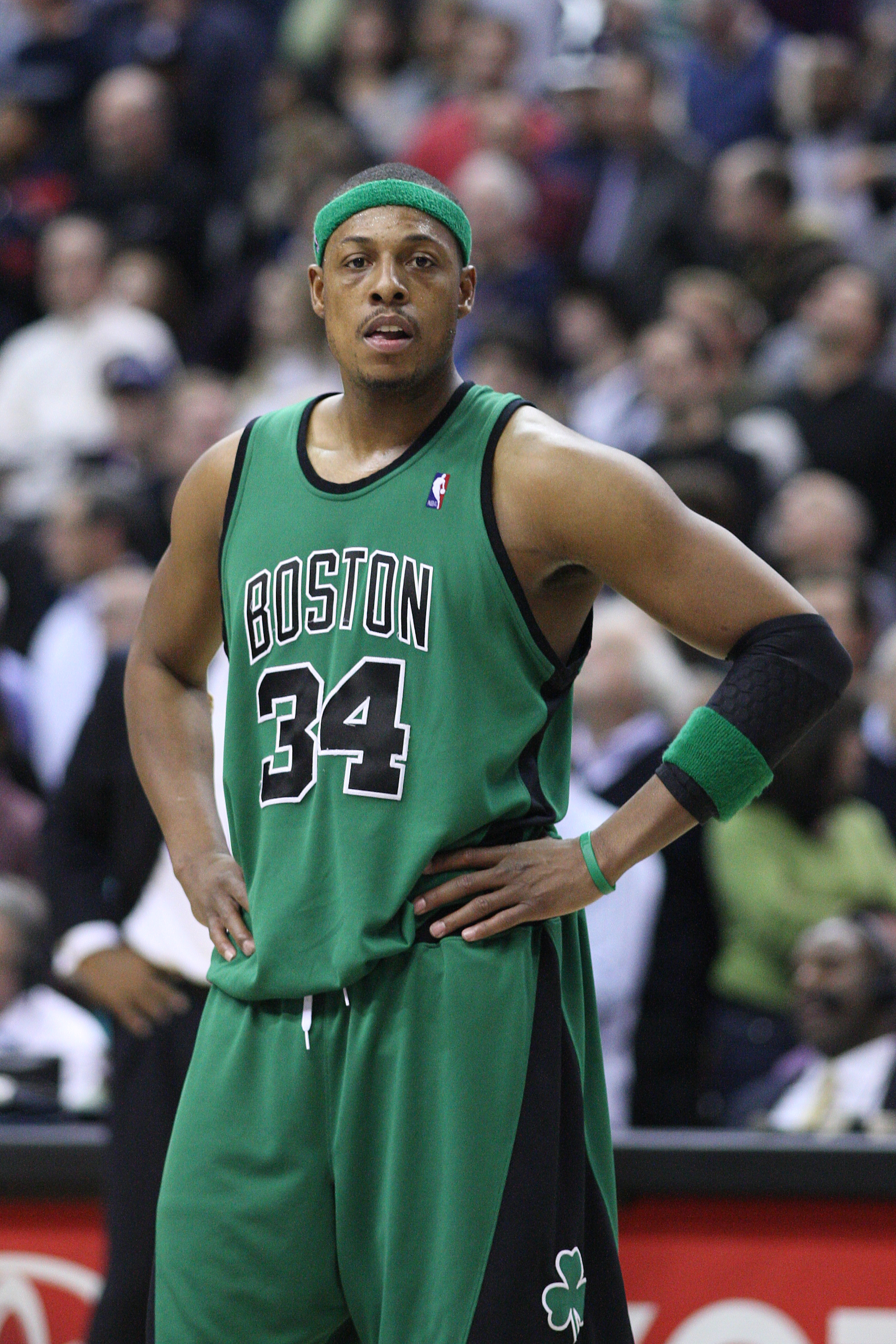
Paul Pierce gewann mit den Celtics 2008 die NBA-Meisterschaft

### Die Paul Pierce-Ära (1998–2013)
Pierce spielte eine überzeugende Rookiesaison und stieg in den kommenden Jahren, neben Antoine Walker, zum Starspieler der Celtics auf, jedoch blieb Boston weiterhin erfolglos. Pitino wurde 2001 nach vier erfolglosen Jahren entlassen und durch Jim O’Brien ersetzt. Unter O’Brien holten die Celtics, in der Saison 2001/02, 49 Saisonsiege und erreichten das Conference-Finale. Auch die kommenden beiden Jahre wurden die Playoffs erreicht. Ab 2003 übernahm Danny Ainge den Posten des General Managers. Er transferierte Walker zu den Dallas Mavericks und begann einen Umbau des Teams. Ainge ersetzte 2004 O’Brien durch Doc Rivers und draftete talentierte Spieler wie Al Jefferson, Tony Allen und Delonte West. Die Celtics gewannen mit dieser Mannschaft 2005 den Divisiontitel, scheiterten jedoch in den Playoffs bereits in der ersten Runde an den Indiana Pacers. Die beiden darauffolgenden Saisons verpasste man die Playoffs, jedoch wurde das Team mit Rajon Rondo im NBA-Draft 2006 verstärkt.

#### Die „Big Three“-Ära (2007–2013)
Nach einer erneut enttäuschenden Saison entschloss sich das Management vor der Spielzeit 2007/08, auf Drängen von Superstar Pierce, für den „schnellen Erfolg“. Zunächst wurde Ray Allen von den Seattle SuperSonics nach Boston geholt, anschließend wurde Kevin Garnett aus Minnesota gegen fünf Spieler eingetauscht. Mit dem Trio Allen-Pierce-Garnett (Spitzname: The Big Three), welches zweifelsohne eines der besten Gespanne der NBA darstellt, wurden die Celtics erstmals seit vielen Jahren wieder ein ernsthafter Titelkandidat. Verdeutlicht wurde dies unter anderem dadurch, dass sich die Celtics in der Saison 2007/08 als erstes aller Teams für die Playoffs qualifizieren konnte. Durch einen 131:92-Sieg im 6. Spiel des NBA-Finales 2008 gegen die Los Angeles Lakers, den Dauerrivalen der Celtics um die NBA-Krone in den 1980ern, konnte das Bostoner Basketballteam erstmals seit 1986 wieder einen NBA-Meistertitel erringen.

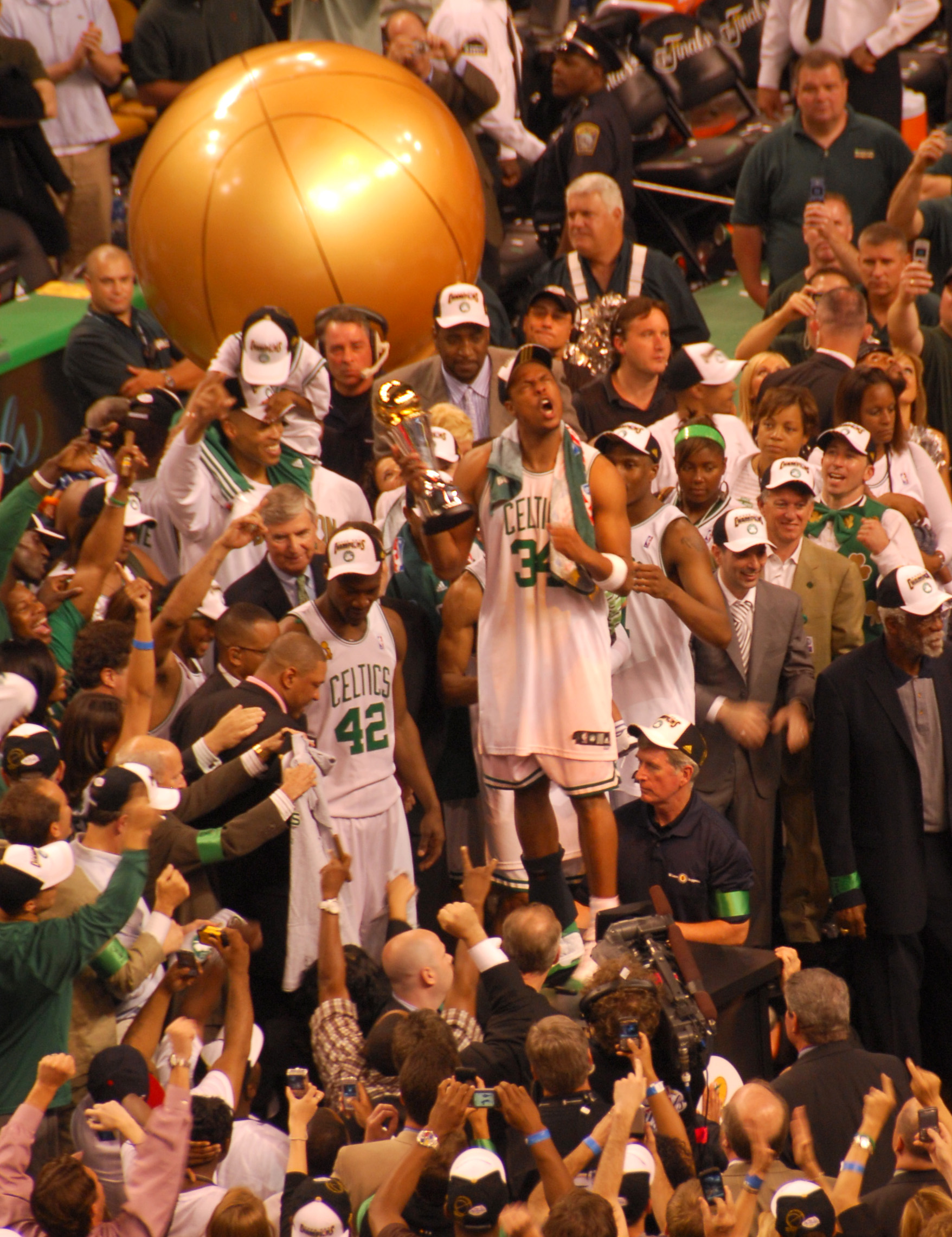
Meisterschaftsfeier 2008

In der NBA-Saison 2008/09, konnten die Celtics 19 Spiele hintereinander gewinnen, was für sie ein Teamrekord ist. Diese lange Siegesserie wurde ausgerechnet vom Finalgegner der Vorsaison, den Lakers, beendet. Sie erreichten in den Playoffs 2009 das Halbfinale im Osten, wo sie gegen den späteren Finalisten Orlando Magic nach dem siebenten Spiel ausschieden. In der darauffolgenden Saison erreichten die Celtics wieder die Finals, wo sie diesmal gegen die Lakers in sieben Spielen verloren.
Zu Beginn der Saison 2010/11 verstärkten sich die Celtics während der Free Agency Phase mit den beiden ehemaligen All-Stars Jermaine O’Neal und Shaquille O’Neal. Nach einer guten Saison und der daraus resultierenden Qualifikation für die Playoffs, schieden die Celtics in der zweiten Playoff-Runde mit 1:4 gegen die Miami Heat um die Stars LeBron James, Dwyane Wade und Chris Bosh aus. Shaquille O’Neal beendete danach seine Karriere. Die nächste Saison begann schlecht für die Celtics. Sie konnten bis zum All-Star Spiel nur eine ausgeglichene Bilanz vorweisen. Sie beendeten die Saison mit einem starken Schlussspurt und konnten sich dadurch den vierten Platz in der Eastern Conference sichern. In den Conference Finals unterlagen sie dem späteren Meister Miami Heat mit 3:4. Als einer der Hauptgründe für den Aufschwung gegen Saisonende gilt die Tatsache, dass Kevin Garnett inzwischen vorwiegend als Center eingesetzt wurde.
Zur Saison 2012/13 verließ Ray Allen die Celtics in Richtung Miami Heat. Dafür wurde Jason Terry von den Dallas Mavericks unter Vertrag genommen. Außerdem wurde Courtney Lee per Sign-and-Trade von den Houston Rockets geholt. Am 25. Januar 2013 zog sich mit Rajon Rondo einer der Schlüsselspieler der Celtics im Spiel gegen die Atlanta Hawks einen Kreuzbandriss zu und fiel für den Rest der Saison aus. Die Celtics erreichten jedoch trotz des Ausfalls die Playoffs. Dort unterlagen sie in der ersten Runde den New York Knicks mit 2:4. Nach Ablauf der Saison verließ der langjährige Headcoach Doc Rivers die Celtics und wechselte per Trade zu den Los Angeles Clippers. Als Konsequenz daraus wurde am 27. Juni 2013 mit den Brooklyn Nets ein Tauschgeschäft vereinbart, das Garnett, Pierce und Terry nach Brooklyn schickte und den Neuaufbau der Celtics bedeutet. Die Celtics erhielten im Gegenzug künftige Draftpicks, mit dem später unter anderem Jaylen Brown ausgewählt wurde.

### Neuaufbau der Celtics (Seit 2013)

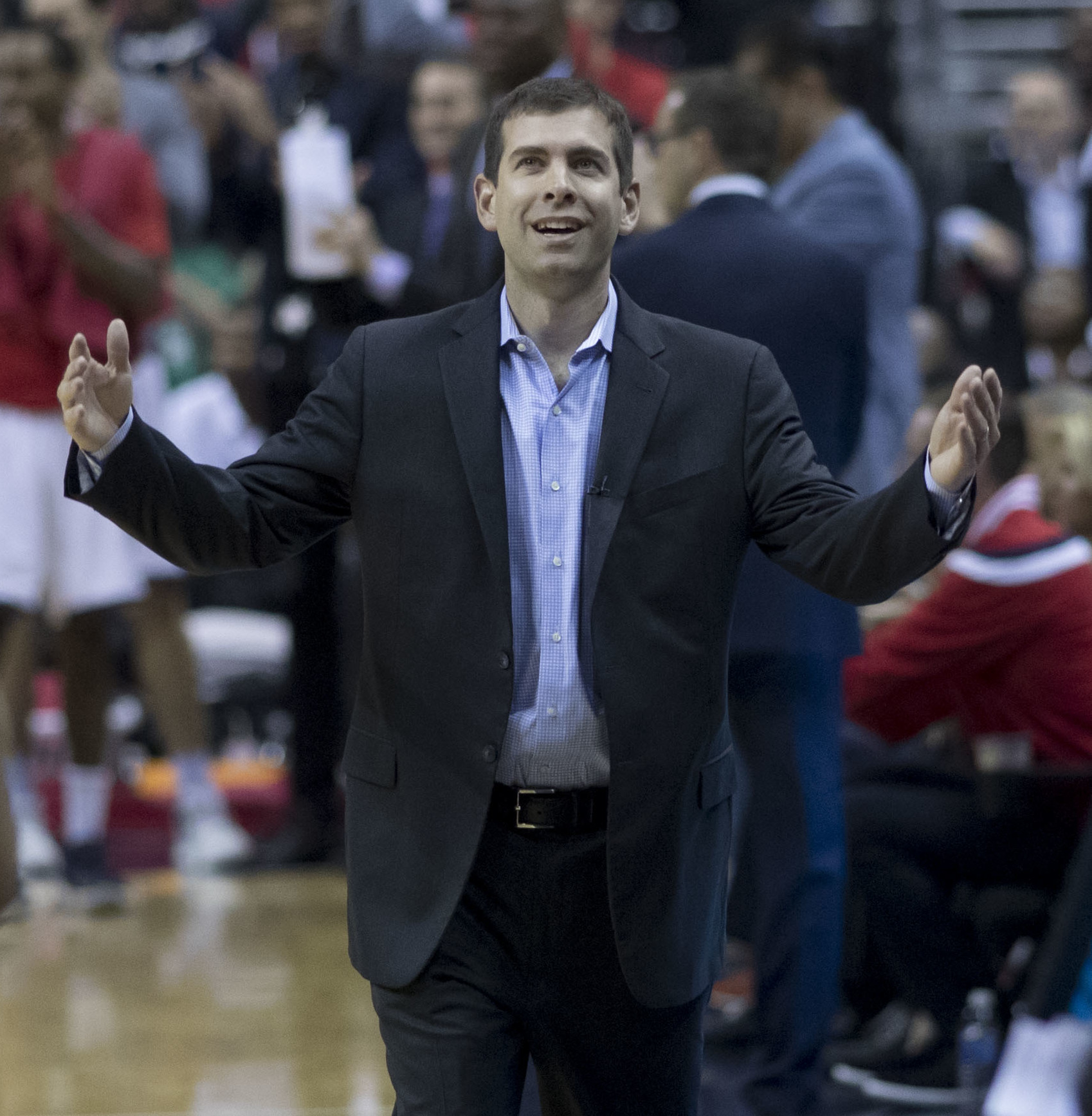
Brad Stevens war von 2013 bis 2021 der Head Coach der Boston Celtics

Neuer Headcoach der Celtics wurde Brad Stevens, der zuvor als Headcoach für das Team der Butler University tätig war. Er erhielt einen Vertrag über sechs Jahre in Boston. Mit einem neu aufgestellten Kader konnten die Celtics jedoch nicht an die vergangenen erfolgreichen Jahre anknüpfen und verpassten erstmals seit 2007 die Playoffs. Beim NBA-Draft 2014 wählte man Point Guard Marcus Smart an sechster Stelle aus. Im Dezember 2014 transferierten die Celtics mit Rajon Rondo, ihren letzten Star aus dem Meisterschaftsteam von 2008, zu den Dallas Mavericks. Die Celtics starteten nach dem All-Star-Break eine Aufholjagd. So verpflichtete man Isaiah Thomas und qualifizierten sich überraschend für die Playoffs. In der ersten Playoffrunde schied man jedoch gegen die Cleveland Cavaliers sieglos aus.
Die Saison 2015/16 schlossen die Celtics verbessert mit 48 Siegen ab und erreichten damit den fünften Rang in der Eastern Conference. In den Playoffs schieden sie gegen die Atlanta Hawks aus. Im Sommer 2016 wählten die Celtics Jaylen Brown an dritter Stelle aus. Zudem wechselte All-Star Al Horford von den Hawks zu den Celtics. Die Saison 2016/17 beendeten die Celtics als bestes Team der Eastern Conference in der Regular Season, mit 53 Siegen bei 29 Niederlagen. Nach Seriensiegen gegen die Chicago Bulls und Washington Wizards, erreichten die Celtics das Conference-Finale, wo man auf den Meister der Saison 2016, den Cleveland Cavaliers traf. Den Cavaliers unterlag man in der Serie recht deutlich mit 1:4.

#### Nachwirkungen des Transfers mit Brooklyn
Im Zuge des Transfers mit den Brooklyn Nets um Paul Pierce und Kevin Garnett im Jahre 2013, erhielten die Celtics die Erstrundenpicks der mittlerweile sportlich erfolglosen Nets. So ging im NBA-Draft 2016 das dritte Wahlrecht an die Celtics, womit Jaylen Brown ausgewählt wurde, und im NBA-Draft 2017 das erste Wahlrecht an Boston, das später für das dritte Wahlrecht eingetauscht wurde und womit Jayson Tatum ausgewählt wurde. In Kombination mit dem sportlichen Erfolg, sind die Celtics damit in einer komfortablen Position.

#### Verpflichtung von Hayward und Irving
Die Celtics verpflichteten im Sommer All-Star Gordon Hayward von den Utah Jazz über die Free Agency. Ebenfalls ertauschte man die Dienste von Kyrie Irving für den Topscorer Isaiah Thomas von den Cleveland Cavaliers. Hayward verletzte sich jedoch bereits in seinem ersten Spiel und fiel den Rest der Saison aus. Dank der Weiterentwicklung junger Spieler wie Jaylen Brown und Terry Rozier, aber auch dank Rookie Jayson Tatum und den beiden Veteranen Irving und Al Horford qualifizierten sich die Celtics mit 55 Siegen als Zweitbestes Team im Osten für die Playoffs. Einen großen Anteil an der Qualifikation hatte zudem Trainer Brad Stevens. In den Playoffs erreichte Boston abermals das Conference-Finale, wo man jedoch den Cleveland Cavaliers in einer knappen Serie 3:4 unterlag.
In der Saison 2018/19 erreichten die Celtics mit einem nahezu gleichen Team und der Rückkehr von Gordon Hayward 49 Saisonsiege. In den Playoffs schied man diesmal bereits im Conference Halbfinale gegen die Milwaukee Bucks aus. Im Sommer 2019 verließen die bisherigen Eckpfeiler Kyrie Irving und Al Horford die Celtics. Im Gegenzug verstärkte sich Boston mit Kemba Walker und dem Center Enes Kanter.
Die Saison 2019/20 beendeten die Celtics mit 48 Siegen. In den Playoffs unterlag man in den Conference Finals den Miami Heat mit 2:4.
Am 2. Mai 2021 trat Danny Ainge als Präsident zurück und Brad Stevens übernahm seine Rolle.

#### Der Weg zum 18. Titel
Unter Leitung des neuen Cheftrainers Ime Udoka und angeführt vom starken Tatum spielten die Celtics nach anfänglichen Startschwierigkeiten eine starke reguläre Saison und qualifizierten sich mit 51:31 Siegen als Division Champion und zweitplatziertes Team in der Eastern Conference für die Playoffs.
Nach einer starken 4:0-Serie in der ersten Playoff-Runde gegen die Brooklyn Nets, fand sich Boston dem amtierenden Champion (Milwaukee Bucks) in Runde zwei gegenüber, welchen sie mit 4:3 Siegen aus den Playoffs warfen und sich damit für die Eastern Conference Finals (ECF) gegen Miami Heat qualifizierten. Die ECFs gingen ebenfalls über die vollen sieben Spiele und konnten dank starker Leistungen von Jayson Tatum, Jaylen Brown, Marcus Smart und Al Horford mit 4:3 für sich entschieden werden. Damit erreichten die Celtics das erste Mal seit 2010 wieder die NBA Finals.
Für Al Horford war es nach 141 Playoff-Spielen der erste Finaleinzug seiner Karriere. Tatum wurde außerdem die Ehre zuteil, als erste Spieler die neu eingeführte Larry Bird Trophy zu erhalten, indem er zum Eastern Conference Finals MVP gewählt wurde (NBA Conference Finals Most Valuable Player Award).
In den Finals musste man sich nach zwischenzeitlicher 2:1-Führung schließlich nach 6 Spielen den Golden State Warriors geschlagen geben.
Im September suspendierten die Celtics Trainer Ime Udoka wegen dessen Verhalten gegenüber einer Mitarbeiterin. Er wurde durch Joe Mazzulla ersetzt. In den Playoffs der Saison 2022/23 verloren die Celtics die Eastern Conference Finals gegen die Miami Heat mit 3:4.
Vor der Saison 2023/24 verstärkten die Celtics sich durch einen Trade mit Kristaps Porziņģis. Während der Saison stieß außerdem Jrue Holiday zum Team. Die Celtics beendeten die Saison mit der besten Bilanz in der NBA. In den Playoffs setzten sie sich gegen die Miami Heat, Cleveland Cavaliers und Indiana Pacers durch. In den Finalspielen gewannen sie ihren 18. Titel gegen die Dallas Mavericks, die sie mit 4:1 bezwingen konnten. Jaylen Brown wurde als Finals MVP ausgezeichnet.

## Rivalitäten

### Los Angeles Lakers
Die Rivalität zwischen den Boston Celtics und den Los Angeles Lakers erschließt die beiden geschichtsträchtigsten Franchises in der Geschichte der NBA. Beiden Teams trafen sich seit 1959 zwölfmal in Finalserien der NBA. Diese Anzahl stellt bis heute den Rekord für die meisten Duelle zweier Teams in der NBA-Finalserie dar. Die Celtics und die Lakers dominierten die NBA in den 1960er- und 1980er-Jahren. In den 1960er-Jahren begegnete man sich sechsmal in den NBA Finals, in den 1980er-Jahren dreimal.
Nachdem die prägenden Figuren der 1980er-Jahre, Magic Johnson und Larry Bird, ihre Karrieren beendeten, wurde die Rivalität bis zum Jahr 2008 weniger intensiv behandelt. 2008 trafen sich die Celtics und die Lakers nach 1987 erneut in den Finals der NBA. Die Celtics konnten das Duell für sich entscheiden und gewannen so ihre 17. Meisterschaft. Die Lakers nutzten 2010 die Möglichkeit zur Revanche und schlugen die Celtics nach 7 Spielen.
Diese Rivalität definiert sich auch über den Titel des NBA-Rekordchampions. Durch den 18. Titelgewinn der Celtics 2024 sind sie derzeit wieder alleiniger Rekordhalter mit einer NBA-Meisterschaft mehr als die Lakers, nachdem diese 2020 gleichziehen konnten.

### Philadelphia 76ers
Die Boston Celtics und Philadelphia 76ers trafen in den Playoffs der NBA 19 Mal aufeinander. Kein anderes Treffen zweier Teams hat es bis heute in dieser Anzahl gegeben. Nach 12 von 19 Duellen konnten dabei die Celtics die nächste Runde erreichen oder sogar den Titel gewinnen. Ihren Höhepunkt erreichte die Rivalität im Zeitraum zwischen 1965 und 1968. Ausschlaggebend hierfür waren die Duelle zwischen Bill Russell und Wilt Chamberlain. Die Niederlage gegen Philadelphia in den Finals der Saison 1967/68 verhinderte die neunte Meisterschaft in Folge. Während der frühen 1980er-Jahre kämpften beide Teams, jeweils angeführt von Larry Bird und Julius Erving, über Jahre um Conference-Meisterschaften.

### Detroit Pistons
Die Rivalität zwischen den Celtics und den Detroit Pistons gipfelte in den späten 1980er-Jahren. Beteiligt waren insbesondere Spieler wie Larry Bird, Kevin McHale, Robert Parish, Isiah Thomas, Bill Laimbeer, Dennis Rodman und Joe Dumars. In sieben Saisons zwischen 1985 und 1991 trafen sich beide Kontrahenten 5 Mal in den Playoffs. 2 Duelle konnten die Celtics für sich entscheiden, in 3 Fällen gewannen die Pistons.

## Spielstätten
- Boston Arena (Boston, 1946–1955, Ausweichspielort)
- Boston Garden (Boston, 1946–1995)
- Hartford Civic Center (Hartford, 1975–1995, Ausweichspielort)
- TD Garden (Boston, seit 1995)

## Aktueller Kader
| Nr. | Nat.                    | Name               | Position       | Geburt     | Größe  | Info | College        |
| --- | ----------------------- | ------------------ | -------------- | ---------- | ------ | ---- | -------------- |
| 0   | Vereinigte Staaten      | Jayson Tatum       | Guard/Forward  | 03.03.1998 | 203 cm |      | Duke           |
| 4   | Vereinigte Staaten      | Jrue Holiday       | Guard          | 12.06.1990 | 193 cm |      | UCLA           |
| 7   | Vereinigte Staaten      | Jaylen Brown       | Guard/Forward  | 24.10.1996 | 201 cm |      | California     |
| 8   | Lettland                | Kristaps Porziņģis | Forward/Center | 02.08.1995 | 218 cm |      | Lettland       |
| 9   | Vereinigte Staaten      | Derrick White      | Guard          | 02.07.1994 | 193 cm |      | Colorade       |
| 11  | Vereinigte Staaten      | Payton Pritchard   | Guard          | 28.01.1998 | 185 cm |      | Oregon         |
| 12  | Vereinigte Staaten      | Torrey Craig       | Forward        | 19.12.1990 | 196 cm |      | USC Upstate    |
| 13  | Vereinigte Staaten      | Drew Peterson      | Forward        | 09.11.1999 | 206 cm | G    | USC            |
| 20  | Vereinigte Staaten      | JD Davison         | Guard          | 03.10.2002 | 185 cm | G    | Alabama        |
| 26  | Vereinigte Staaten      | Xavier Tillman     | Forward/Center | 12.01.1999 | 201 cm |      | Michigan State |
| 27  | Vereinigte Staaten      | Jordan Walsh       | Guard          | 03.03.2004 | 201 cm |      | Arkansas       |
| 30  | Vereinigte Staaten      | Sam Hauser         | Forward        | 08.12.1997 | 201 cm |      | Virginia       |
| 40  | Vereinigte Staaten      | Luke Kornet        | Forward/Center | 15.07.1995 | 218 cm |      | Vanderbilt     |
| 42  | Dominikanische Republik | Al Horford         | Forward/Center | 03.06.1986 | 206 cm |      | Florida        |
| 55  | Vereinigte Staaten      | Baylor Scheierman  | Guard/Forward  | 26.09.2000 | 198 cm | R    | Creighton      |
| 88  | Portugal                | Neemias Queta      | Center         | 13.07.1999 | 213 cm |      | Utah State     |

| Nat.               | Name             | Position       |
| ------------------ | ---------------- | -------------- |
| Vereinigte Staaten | Joe Mazzulla     | Head Coach     |
| Vereinigte Staaten | Anthony Dobbins  | Assistenzcoach |
| Vereinigte Staaten | DJ MacLeay       | Assistenzcoach |
| Vereinigte Staaten | Aaron Miles      | Assistenzcoach |
| Vereinigte Staaten | Matt Reynolds    | Assistenzcoach |
| Vereinigte Staaten | Damon Stoudamire | Assistenzcoach |
| Vereinigte Staaten | Ben Sullivan     | Assistenzcoach |

| Abk. | Bedeutung                       |
| ---- | ------------------------------- |
| Nr.  | Trikotnummer                    |
| Nat. | Nationalität                    |
| C    | Mannschaftskapitän              |
| R    | Rookie                          |
| G    | Two-way contract                |
|      | Verletzungsbedingte Inaktivität |

## Ehrungen und nennenswerte Leistungen

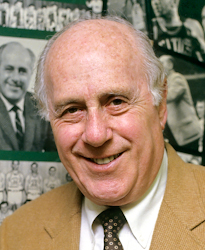
Red Auerbach gilt als Celtics-Legende

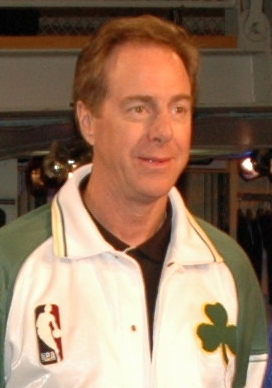
Dave Cowens war sowohl als Spieler, als auch als Trainer für die Celtics tätig.

Von allen NBA-Mannschaften haben die Boston Celtics die meisten Trikotnummern zurückgezogen.
| Nr. | Nat.               | Name                | Position               | Zeit      |
| --- | ------------------ | ------------------- | ---------------------- | --------- |
| 00  | Vereinigte Staaten | Robert Parish       | Center                 | 1980–1994 |
| 1   | Vereinigte Staaten | Walter A. Brown     | Gründer der Mannschaft | 1946–1964 |
| 2   | Vereinigte Staaten | Red Auerbach        | Chef-Trainer           | 1950–1966 |
| 3   | Vereinigte Staaten | Dennis Johnson      | Guard                  | 1983–1990 |
| 5   | Vereinigte Staaten | Kevin Garnett       | Forward/Center         | 2007–2013 |
| 6   | Vereinigte Staaten | Bill Russell        | Center                 | 1956–1969 |
| 10  | Vereinigte Staaten | Jo Jo White         | Guard                  | 1969–1979 |
| 14  | Vereinigte Staaten | Bob Cousy           | Guard                  | 1950–1963 |
| 15  | Vereinigte Staaten | Tom Heinsohn        | Forward                | 1956–1965 |
| 16  | Vereinigte Staaten | Tom „Satch“ Sanders | Forward                | 1960–1973 |
| 17  | Vereinigte Staaten | John Havlicek       | Forward                | 1962–1978 |
| 18  | Vereinigte Staaten | Jim Loscutoff       | Forward                | 1955–1964 |
| 18  | Vereinigte Staaten | Dave Cowens         | Center                 | 1970–1980 |
| 19  | Vereinigte Staaten | Don Nelson          | Forward                | 1965–1976 |
| 21  | Vereinigte Staaten | Bill Sharman        | Guard                  | 1951–1961 |
| 22  | Vereinigte Staaten | Ed Macauley         | Center                 | 1950–1956 |
| 23  | Vereinigte Staaten | Frank Ramsey        | Forward                | 1954–1964 |
| 24  | Vereinigte Staaten | Sam Jones           | Guard                  | 1957–1969 |
| 25  | Vereinigte Staaten | K. C. Jones         | Guard                  | 1958–1967 |
| 31  | Vereinigte Staaten | Cedric Maxwell      | Forward                | 1977–1985 |
| 32  | Vereinigte Staaten | Kevin McHale        | Forward                | 1980–1993 |
| 33  | Vereinigte Staaten | Larry Bird          | Forward                | 1979–1992 |
| 34  | Vereinigte Staaten | Paul Pierce         | Forward                | 1998–2013 |
| 35  | Vereinigte Staaten | Reggie Lewis        | Guard                  | 1987–1993 |

## Statistiken
| Jahr    | Siege:Niederlagen | Siege [%] | Play-offs                                                              |
| ------- | ----------------- | --------- | ---------------------------------------------------------------------- |
| 1946/47 | 22:38             | 36,7      | Nicht für die Play-offs qualifiziert                                   |
| 1947/48 | 20:28             | 41,7      | 1:2 in den Viertelfinals gegen die Chicago Stags                       |
| 1948/49 | 25:36             | 41,0      | Nicht für die Play-offs qualifiziert                                   |
| 1949/50 | 22:46             | 32,4      | Nicht für die Play-offs qualifiziert                                   |
| 1950/51 | 39:30             | 56,5      | 0:2 in den Eastern Division-Halbfinals gegen die New York Knicks       |
| 1951/52 | 39:27             | 59,1      | 1:2 in den Eastern Division-Halbfinals New York Knicks                 |
| 1952/53 | 46:25             | 64,8      | 1:3 in den Eastern Division-Finals gegen die New York Knicks           |
| 1953/54 | 42:30             | 58,3      | 0:2 in den Eastern Division-Finals gegen die Syracuse Nationals        |
| 1954/55 | 36:36             | 50,0      | 1:3 in den Eastern Division-Finals gegen die Syracuse Nationals        |
| 1955/56 | 39:33             | 54,2      | 1:2 in den Eastern Division-Halbfinals gegen die Syracuse Nationals    |
| 1956/57 | 44:28             | 61,1      | NBA-Meister mit 4:3 gegen die St. Louis Hawks                          |
| 1957/58 | 49:23             | 68,1      | 2:4 in den NBA-Finals gegen die St. Louis Hawks                        |
| 1958/59 | 52:20             | 72,2      | NBA-Meister mit 4:0 gegen die Minneapolis Lakers                       |
| 1959/60 | 59:16             | 78,7      | NBA-Meister mit 4:3 gegen die St. Louis Hawks                          |
| 1960/61 | 57:22             | 72,2      | NBA-Meister mit 4:1 gegen die St. Louis Hawks                          |
| 1961/62 | 60:20             | 75,0      | NBA-Meister mit 4:3 gegen die Los Angeles Lakers                       |
| 1962/63 | 58:22             | 72,5      | NBA-Meister mit 4:2 gegen die Los Angeles Lakers                       |
| 1963/64 | 59:21             | 73,8      | NBA-Meister mit 4:1 gegen die San Francisco Warriors                   |
| 1964/65 | 62:18             | 77,5      | NBA-Meister mit 4:1 gegen die Los Angeles Lakers                       |
| 1965/66 | 54:26             | 67,5      | NBA-Meister mit 4:3 gegen die Los Angeles Lakers                       |
| 1966/67 | 60:21             | 74,1      | 1:4 in den Eastern Division-Finals gegen die Philadelphia 76ers        |
| 1967/68 | 54:28             | 65,9      | NBA-Meister mit 4:2 gegen die Los Angeles Lakers                       |
| 1968/69 | 48:34             | 58,5      | NBA-Meister mit 4:3 gegen die Los Angeles Lakers                       |
| 1969/70 | 34:48             | 41,5      | Nicht für die Play-offs qualifiziert                                   |
| 1970/71 | 44:38             | 53,7      | Nicht für die Play-offs qualifiziert                                   |
| 1971/72 | 56:26             | 68,3      | 1:4 in den Eastern Conference-Finals gegen die New York Knicks         |
| 1972/73 | 68:14             | 82,9      | 3:4 in den Eastern Conference-Finals gegen die New York Knicks         |
| 1973/74 | 56:26             | 68,3      | NBA-Meister mit 4:3 gegen die Milwaukee Bucks                          |
| 1974/75 | 60:22             | 73,2      | 2:4 in den Eastern Conference-Halbfinals gegen die Washington Bullets  |
| 1975/76 | 54:28             | 65,9      | NBA-Meister mit 4:2 gegen die Phoenix Suns                             |
| 1976/77 | 44:38             | 53,7      | 3:4 in den Eastern Conference-Halbfinals gegen die Philadelphia 76ers  |
| 1977/78 | 32:50             | 39,0      | Nicht für die Play-offs qualifiziert                                   |
| 1978/79 | 29:53             | 35,4      | Nicht für die Play-offs qualifiziert                                   |
| 1979/80 | 61:21             | 74,4      | 1:4 in den Eastern Conference-Finals gegen die Philadelphia 76ers      |
| 1980/81 | 62:20             | 75,6      | NBA-Meister mit 4:2 gegen die Houston Rockets                          |
| 1981/82 | 63:19             | 76,8      | 3:4 in den Eastern Conference-Finals gegen die Philadelphia 76ers      |
| 1982/83 | 56:26             | 68,3      | 0:4 in den Eastern Conference-Halbfinals gegen die Milwaukee Bucks     |
| 1983/84 | 62:20             | 75,6      | NBA-Meister mit 4:3 gegen die Los Angeles Lakers                       |
| 1984/85 | 63:19             | 76,8      | 2:4 in den NBA-Finals gegen die Los Angeles Lakers                     |
| 1985/86 | 67:15             | 81,7      | NBA-Meister mit 4:2 gegen die Houston Rockets                          |
| 1986/87 | 59:23             | 72,0      | 2:4 in den NBA-Finals gegen die Los Angeles Lakers                     |
| 1987/88 | 57:25             | 69,5      | 2:4 in den Eastern Conference-Finals gegen die Detroit Pistons         |
| 1988/89 | 42:40             | 51,2      | 0:3 in der ersten Runde gegen die Detroit Pistons                      |
| 1989/90 | 52:30             | 63,4      | 2:3 in der ersten Runde gegen die New York Knicks                      |
| 1990/91 | 56:26             | 68,3      | 2:4 in den Eastern Conference-Halbfinals gegen die Detroit Pistons     |
| 1991/92 | 51:31             | 62,2      | 3:4 in den Eastern Conference-Halbfinals gegen die Cleveland Cavaliers |
| 1992/93 | 48:34             | 58,5      | 1:3 in der ersten Runde gegen die Charlotte Hornets                    |
| 1993/94 | 32:50             | 39,0      | Nicht für die Play-offs qualifiziert                                   |
| 1994/95 | 35:47             | 42,7      | 1:3 in der ersten Runde gegen die Orlando Magic                        |
| 1995/96 | 33:49             | 40,2      | Nicht für die Play-offs qualifiziert                                   |
| 1996/97 | 15:67             | 18,3      | Nicht für die Play-offs qualifiziert                                   |
| 1997/98 | 36:46             | 43,9      | Nicht für die Play-offs qualifiziert                                   |
| 1998/99 | 19:31             | 38,0      | Nicht für die Play-offs qualifiziert                                   |
| 1999/00 | 35:47             | 42,7      | Nicht für die Play-offs qualifiziert                                   |
| 2000/01 | 36:46             | 43,9      | Nicht für die Play-offs qualifiziert                                   |
| 2001/02 | 49:33             | 59,8      | 2:4 in den Eastern Conference-Finals gegen die New Jersey Nets         |
| 2002/03 | 44:38             | 53,7      | 0:4 in den Eastern Conference-Halbfinals gegen die New Jersey Nets     |
| 2003/04 | 36:46             | 43,9      | 0:4 in der ersten Runde gegen die Indiana Pacers                       |
| 2004/05 | 45:37             | 54,9      | 3:4 in der ersten Runde gegen die Indiana Pacers                       |
| 2005/06 | 33:49             | 40,2      | Nicht für die Play-offs qualifiziert                                   |
| 2006/07 | 24:58             | 29,3      | Nicht für die Play-offs qualifiziert                                   |
| 2007/08 | 66:16             | 80,5      | NBA-Meister mit 4:2 gegen die Los Angeles Lakers                       |
| 2008/09 | 62:20             | 75,6      | 3:4 in den Eastern Conference-Halbfinals gegen die Orlando Magic       |
| 2009/10 | 50:32             | 61,0      | 3:4 in den NBA-Finals gegen die Los Angeles Lakers                     |
| 2010/11 | 56:26             | 68,3      | 1:4 in den Eastern Conference-Halbfinals gegen die Miami Heat          |
| 2011/12 | 39:27             | 59,1      | 3:4 in den Eastern Conference-Finals gegen die Miami Heat              |
| 2012/13 | 41:40             | 50,6      | 2:4 in der ersten Runde gegen die New York Knicks                      |
| 2013/14 | 25:57             | 31,0      | Nicht für die Play-offs qualifiziert                                   |
| 2014/15 | 40:42             | 48,8      | 0:4 in der ersten Runde gegen die Cleveland Cavaliers                  |
| 2015/16 | 48:34             | 58,5      | 2:4 in der ersten Runde gegen die Atlanta Hawks                        |
| 2016/17 | 53:29             | 64,6      | 1:4 in den Eastern Conference-Finals gegen die Cleveland Cavaliers     |
| 2017/18 | 55:27             | 67,1      | 3:4 in den Eastern Conference-Finals gegen die Cleveland Cavaliers     |
| 2018/19 | 49:33             | 59,8      | 1:4 in den Eastern Conference-Halbfinals gegen die Milwaukee Bucks     |
| 2019/20 | 48:24             | 66,7      | 2:4 in den Eastern Conference-Finals gegen die Miami Heat              |
| 2020/21 | 36:36             | 50,0      | 1:4 in der ersten Runde gegen die Brooklyn Nets                        |
| 2021/22 | 51:31             | 62,2      | 2:4 den NBA-Finals gegen die Golden State Warriors                     |
| 2022/23 | 57:25             | 69,5      | 3:4 in den Eastern Conference-Finals gegen die Miami Heat              |
| 2023/24 | 64:18             | 78,0      | NBA-Meister mit 4:1 gegen die Dallas Mavericks                         |
| 2024/25 | 61:21             | 74,4      | 2:4 in den Eastern Conference-Halbfinals gegen die New York Knicks     |
| Gesamt  | 3695:2501         | 59,6      | 429:320 in den Playoffs (57,3 %) – 18 NBA-Meisterschaften              |